# Роман с контрабасом (рассказ)
Роман с контрабасом — рассказ Антона Павловича Чехова. Написан в 1886 году, впервые опубликован в 1886 году в журнале «Осколки» № 23 от 7 июня с подписью А. Чехонте.

## Публикации
Рассказ А. П. Чехова «Роман с контрабасом» написан в 1886 году, впервые опубликован в 1886 году в журнале «Осколки» № 23 от 7 июня с подписью А. Чехонте, включался в собрание сочинений писателя, издаваемом А. Ф. Марксом.

## Критика
Писатель-самоучка С. Т. Семенов писал об отношении к рассказу Л. Н. Толстого: «Когда вышел первый том рассказов Чехова в издании Маркса, Лев Николаевич с большим вниманием остановился на юморе Чехова. Он говорил, что в наше время он — первоклассный юморист…. И только некоторые из юмористических вещей ему казались непонятными, как, например: „Роман с контрабасом“ и „Скорая помощь“».
Критик А. Л. Липовский писал о рассказе следующее: «Знающим Чехова по последним его произведениям, кажутся нелепыми рассказы вроде „Романа с контрабасом“» и что этот рассказ характерен лишь для творчества раннего Чехова, когда в его вещах господствовал «легкий смех» и «анекдот, то занимательный, то заурядный».
Историк литературы С. А. Венгеров причислил рассказ «Роман с контрабасом» к произведениям Чехова, в которых «анекдотичность и даже прямой шарж» выступают на первый план, отчего от писателя ускользает психологическая и жизненная правда.
Писатель И. А. Бунин отмечал следующее: «Если бы он (Чехов) даже ничего не написал, кроме „Скоропостижной конской смерти“ или „Романа с контрабасом“, то и тогда можно было бы сказать, что в русской литературе блеснул и исчез удивительный ум, потому что ведь выдумывать и уметь сказать хорошую нелепость, хорошую шутку могут только очень умные люди, те, у которых ум „по всем жилушкам переливается“».

## Персонажи
- контрабас Смычков, пострадавший от кражи одежды.
- княжна Бибулова, пострадавшая от кражи одежды.
- флейта Жучков и кларнет Размахайкин, товарищи Смычкова.
- две фигуры, укравшие одежды Смычкова и Бибуловой.
- надворный советник Лакеич, чиновник ведомства путей сообщения, жених Бибуловой
- граф Шпаликов, гость на даче Бибуловых

## Сюжет
Действие рассказа происходит летом на берегу реки. На дачу князя Бибулова, в которой намечалась свадьба, шёл музыкант Смычков. Желая освежиться, он остановился, чтобы искупаться в реке. Во время купания он увидел невдалеке спящую девушку, удившую рыбу. Это была княжна Бибулова. Смычков решил оставить ей о себе память. Он набрал букет цветов и прицепил его к удочке. Букет вместе с поплавком пошёл ко дну. Вернувшись на берег, музыкант не нашел там своей одежды — пока он купался, её украли неизвестные злодеи. Расстроенный, он взял свой футляр с контрабасом, спрятался под мостик и задумался, как поступить в такой ситуации.
В это время задремавшая было девушка проснулась и увидела, что поплавок пошёл ко дну. Она решила, что это застрял крючок, и полезла в воду его освободить. Когда она вернулась на берег, то увидела, что её одежда была также украдена. Девушка решила не идти голой: «Лучше смерть!», а подождать, когда стемнеет, потом пойти к тётке Агафье и послать от неё домой за платьем. До темноты она решила спрятаться под мостик. Там она и встретила нагого Смычкова, который вначале подумал, что это за ним пришла речная сирена.
Смычков, после эмоциональных разъяснений, предлагает девушке спрятаться в футляр его контрабаса и отнести его на дачу. В это время в темноте он увидел две фигуры. Решив, что это воры, он погнался за ними.
В ту пору в этом месте на дачу шли товарищи Смычкова, флейта Жучков и кларнет Размахайкин. Они увидали футляр с контрабасом, решили, что его оставил напившийся или ограбленный Смычков и унесли его с собой. На даче перед балом надворный советник Лакеич и граф Шпаликов поспорили о музыке и стали открывать футляр, чтобы прийти к справедливому исходу спора. Там они и увидали княжну. Смычков, который не смог догнать воров, вернулся обратно, но не нашёл футляр. Думая, что девушка может там задохнуться, он до полуночи его искал, но не найдя, отправился до утра под мостик, решив обязательно найти футляр.
Местные крестьяне ещё долго видели «ночами около мостика какого-то голого человека, обросшего волосами и в цилиндре», и иногда слышали звуки контрабаса.

## Экранизации и адаптации
- В 1911 году по мотивам рассказа «Роман с контрабасом» снята одноименная короткометражная немая кинокомедия[6]. Режиссёр: Кай Ганзен. Это первая сохранившаяся экранизация произведений А. П. Чехова.
- в 1949 году чехословацкий режиссёр Иржи Трнка снял мультфильм Роман с контрабасом (Román s basou)
- В 1963 году по мотивам рассказа «Роман с контрабасом» снят французский фильм Контрабас / La contrebasse (франция), режиссёр Морис Фаскель (дебют в кино); в роли музыканта Смычкова — Кристиан Марен
- 1964 — Контрабас (Die Baßgeige) (ТВ) (ФРГ), режиссёр Вольфганг Либенайнер
- В 1970 году по ранним рассказам А. П. Чехова: «Размазня» (1883), «Благодарный» (1883), «Циник» (1885), «О вреде табака» (1886), «Тоска» (1886), «Роман с контрабасом» (1886), «Поленька» (1887) снята телевизионная комедия «Карусель», состоящая с из семи, связанных друг с другом новелл. Режиссёр: Михаил Швейцер. В роли Смычкова — Владимир Басов, в роли княжны Бибуловой — Наталья Воробьева
- 1972 — Роман с контрабасом[сербохорв.] (ТВ) (Югославия), режиссёр Здравко Шотра[серб.].
- 1974 — Роман с контрабасом[англ.] (Великобритания), режиссёр Роберт Янг[англ.]. В роли музыканта Смычкова — Джон Клиз, в роли княжны Констанции — Конни Бут
- В 1978 году греческий композитор Аргирис Кунадис[нем.] написал одноактную оперу «Контрабас» (нем. Baßgeige) по мотивам чеховского рассказа.